# 黃金海岸輕鐵
黃金海岸輕鐵（英語：G:link）是澳洲黃金海岸唯一服務市內的輕鐵系統，由2010年7月開始建造，於2014年7月通車，路線呈南北走向，初時來往寬闊海灘南（Broadbeach South）和黃金海岸大學醫院，途經南港和衝浪者天堂，並於2017年12月由黃金海岸大學醫院延長至海倫茲維爾（Helensvale），以配合舉辦2018年大英國協運動會。海倫茲維爾至寬闊海灘南全段車程約需44分鐘。
輕鐵乘客可於北端總站海倫茲維爾站轉乘昆士蘭鐵路黃金海岸線，以前往布里斯班市區及布里斯班機場。

## 歷史

### 背景
黃金海岸是澳洲人口成長最快的地區之一，人口年增率為 2-3%。經過幾年的考慮和審查，該項目首次在1996年黃金海岸市議會交通計劃中提出。 2002年，昆士蘭州和聯邦政府各出資65萬美元資助黃金海岸輕軌可行性研究。 2004年，昆士蘭州政府發布了可行性研究總結報告草案。

### 第一期

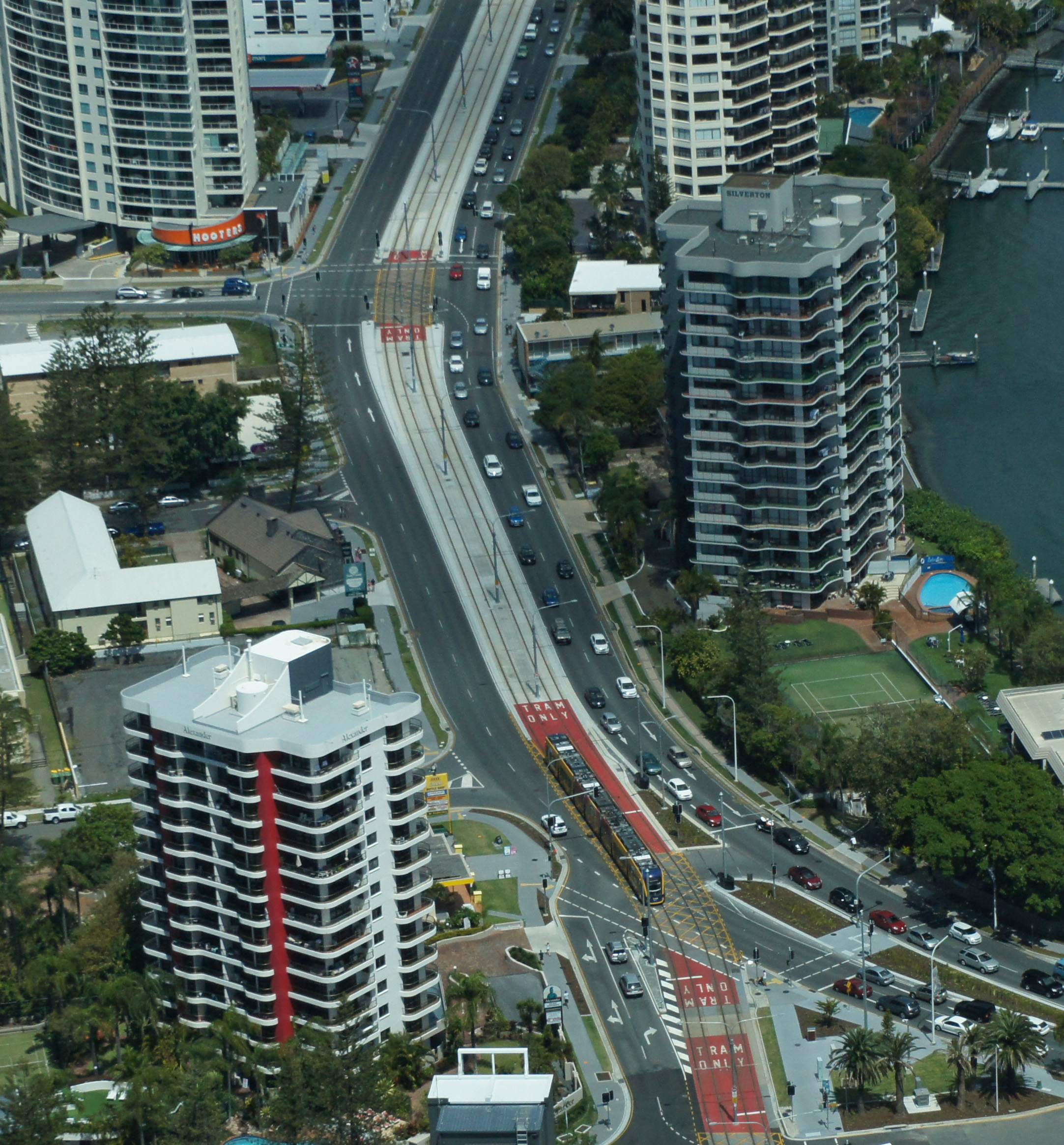
從Q1大廈望向黃金海岸輕鐵

2009年，除了聯邦政府承諾的3.65億美元和黃金海岸市議會提供的1.2億美元外，昆士蘭州政府亦承諾將在黃金海岸快速交通計畫上投入4.64億美元。
2011 年 6 月，由龐巴迪運輸、唐納軌道、凱奧雷斯、麥康勞·杜維（英語：McConnell Dowell） 和 Plenary Group 組成的 GoldLinq 財團獲得了在公私合作夥伴關係下建設和運營黃金海岸輕軌線 18 年的合約。 
2012 年 8 月，最初 13 公里路段的成本估計為 16 億美元。黃金海岸大學醫院站站體於 2010 年 7 月開始施工。 2010 年底，寬闊海灘和南港開始了早期道路施工。 
到 2013 年 11 月，大部分工程已完成，寬闊海灘南段是軌道工程唯一尚未完成的部分。一期北段於 2013 年 10 月開始測試。輕鐵第一期於 2014 年 7 月 20 日開通，當日提供免費乘車，然後於翌日開始正常運作。
該系統對輕鐵沿線的物業產生了直接和間接的重大影響，並總共撥款1.7億美元用於徵收物業。女王公園網球俱樂部和南港槌球俱樂部都因而搬遷。

### 第二期
第一期工程成功開通營運後，昆士蘭州政府於2016年2月宣布計畫將輕軌線從大學醫院延伸至海倫茲維爾火車站，提供輕鐵與黃金海岸鐵路線（該線連繫該市和昆士蘭州首府布里斯班）的連接。州和聯邦政府對擴建項目所需的財政承諾已於 2016 年底敲定。施工於 2016 年開始，輕鐵第二期最終在 2017 年 12 月通車，趕及在2018年大英國協運動會舉行之前及時完工。

### 第三期
昆士蘭州政府、黃金海岸市議會和澳洲聯邦政府聯合宣布，計劃於 2018 年將輕鐵從現有的寬闊海灘南站向南延伸 6.4 公里至伯利角（Burleigh Heads），並將初步竣工日期定在2024年。由於三級政府之間的資金糾紛、COVID-19大流行以及近年來建築成本不斷上升，該項目不斷被推遲。 2020 年 2 月，三個參與者入圍建設擴建計畫：
- 禮頓城市運輸集團 / 萬喜 合資企業
- 富爾頓·霍甘（Fulton Hogan）/ UGL 鐵路 合資企業
- 約翰·霍蘭德（John Holland）

2020 年 10 月宣布約翰·霍蘭德贏得了合同，州政府於 2021 年發布聲明稱，根據協議，建築財團將進行詳細的施工規劃，並開始沿 6.7 公里長的道路建立工地。
2022 年 7 月，寬闊海灘和諾比海灘之間的黃金海岸高速公路的供水、污水處理和天然氣基礎設施升級和搬遷正式啟動。包括土方工程和軌道建設在內的主要工程於 2023 年開始，該項目預計將於 2025 年投入運營。

#### 規劃車站及路線
輕鐵第三期將建造 8 個新的輕軌車站，該期項目最初的成本估計為 6.7 億美元，現在已飆升至 12 億美元，這主要是由於COVID大流行後通貨膨脹引致物價上升。
第三期將從目前的南部終點站寬闊海灘南開始，沿著黃金海岸高速公路的中央分隔帶一直向南到達伯利角。該條 6.7 公里的延伸線將穿過美人魚海灘、諾比海灘、邁阿密和伯利角，以建立更好的連通性、減少擁塞並縮短出行時間。

### 第四期
黃金海岸城市交通戰略 2031 支持輕鐵未來經黃金海岸機場延伸至庫蘭加塔（Coolangatta）。輕軌路線將從伯利角站出發，全長 14 公里，沿著黃金海岸高速公路繼續向南延伸，穿過棕櫚灘和圖貢（Tugun）南郊，並將該市的國際機場與輕鐵連接起來。黃金海岸市政府也確定了從機場到庫倫加塔的潛在輕鐵走廊，並將保留該走廊以供未來可能的延線工程。 2020 年 8 月，輕鐵第四期獲資金以用作商業論證。自2021年起，第四階段的社區諮詢和前期工作已開始。

## 車站一覽

路線圖

本路線共設車站19座。
| 照片                                                                               | 站名                                                  | 開通日期                 | 月台種類 | 轉乘交通            | 終夜運轉 | 備註   |
| ---------------------------------------------------------------------------------- | ----------------------------------------------------- | ------------------------ | -------- | ------------------- | -------- | ------ |
|                                                                                    | Helensvale （海倫茲維爾站）                           | 2017年12月17日 (第2階段) | 島式月台 | 昆士蘭鐵路 路線公車 | ×        | [ 22 ] |
|                                                                                    | Parkwood （柏活站）                                   | 2017年12月17日 (第2階段) | 側式月台 | 路線公車            | ×        | [ 23 ] |
|                                                                                    | Parkwood East （柏活東站）                            | 2017年12月17日 (第2階段) | 島式月台 | 路線公車            | ×        | [ 24 ] |
| An underground, side platform station with few passengers visible on the platform. | Gold Coast University Hospital （黃金海岸大學醫院站） | 2017年12月17日 (第2階段) | 側式月台 | 路線公車            | ○        | 地下站 |
| An underground, side platform station with few passengers visible on the platform. | Gold Coast University Hospital （黃金海岸大學醫院站） | 2014年7月20日 (第1階段)  | 側式月台 | 路線公車            | ○        | 地下站 |
|                                                                                    | Griffth University （葛瑞菲斯大學站）                 | 側式月台                 | 路線公車 | ○                   | [ 26 ]   |        |
|                                                                                    | Queen Street （皇后街站）                             | 島式月台                 |          | ○                   | [ 27 ]   |        |
|                                                                                    | Nerang Street （奈朗街站）                            | 側式月台                 |          | ○                   | [ 28 ]   |        |
|                                                                                    | Southport （南港站）                                  | 側式月台                 | 路線公車 | ○                   | [ 29 ]   |        |
|                                                                                    | Southport South （南港南站）                          | 島式月台                 |          | ○                   | [ 30 ]   |        |
|                                                                                    | Broadwater Parklands （寬闊海灘園地站）               | 島式月台                 |          | ○                   | [ 31 ]   |        |
|                                                                                    | Main Beach （主海灘站）                               | 島式月台                 |          | ○                   | [ 32 ]   |        |
|                                                                                    | Surfers Paradise North （衝浪者天堂北站）             | 側式月台                 | 路線公車 | ○                   | [ 33 ]   |        |
|                                                                                    | Cypress Avenue （柏樹大道站）                         | 側式月台                 | 路線公車 | ○                   | [ 34 ]   |        |
|                                                                                    | Cavill Avenue （卡維爾大道）                          | 側式月台                 |          | ○                   | [ 35 ]   |        |
|                                                                                    | Surfers Paradise （衝浪者天堂站）                     | 側式月台                 |          | ○                   | [ 36 ]   |        |
|                                                                                    | Northcliffe （北克利夫站）                            | 側式月台                 |          | ○                   | [ 37 ]   |        |
|                                                                                    | Florida Gardens （佛羅里達花園站）                    | 島式月台                 |          | ○                   | [ 38 ]   |        |
|                                                                                    | Broadbeach North （寬闊海灘北站）                     | 島式月台                 |          | ○                   | [ 39 ]   |        |
|                                                                                    | Broadbeach South （寬闊海灘南站）                     | 側式月台                 | 路線公車 | ○                   | [ 40 ]   |        |

### 建設中車站
輕鐵第三期將服務諾比海灘（Nobby Beach）、伯利角等沿海地區 ，並由北至南設美人魚海灘、美人魚海灘南、諾比海灘、邁阿密北、邁阿密、克莉絲汀大道、伯利第二大道和伯利角站，總共8站。南端總站伯利角站將可讓乘客轉乘公車以前往黃金海岸機場及黃金海岸南部郊區。
與第二期不同，第三期的車站將不會設有停車換乘的設施。延伸線上的所有車站均配置為島式月台車站，即北行和南行月台均位於中間，兩側都有軌道。各站將設有附號誌燈的人行橫道，所有出口均可供輪椅通行。

## 車輛
黃金海岸輕鐵車隊由 18 輛德國製造的龐巴迪 Flexity 2電車組成。電車的地板較低，並設有專門的輪椅、嬰兒車和衝浪板擺放空間。它們的最高時速為 70 公里/小時，可容納 309 名乘客和 80 個座位。一期開通時，一共有十四輛電車為原來的線路提供服務。 2015 年 11 月又訂購了四輛電車，為海倫茲維爾延伸線提供服務。該些列車均於 2017 年 9 月和 10 月交付。截至 2023 年 7 月，另有 5 輛車輛正在建造或調試中。

## 營運資訊
列車服務由凱奧雷斯唐納經營，該公司是凱奧雷斯和唐納軌道之間的合資企業。所有車站均有配備Go卡讀卡機 。

### 班次（分鐘）
截至2017年12月17日，黃金海岸輕鐵的班次為：
|             | 工作日   | 週末及假日 |
| ----------- | -------- | ---------- |
| 00:00-05:00 | 暫停服務 | 30†        |
| 05:00-07:00 | 15       | 15         |
| 07:00-19:00 | 7.5      | 10         |
| 19:00-23:30 | 15       | 15         |

† 海倫茲維爾與黃金海岸大學醫院站之間的路段於週末及假日不設服務

### 客量
| 財政年度        | 2014–15 | 2015–16 | 2016–17 | 2017–18 | 2018–19 | 2019–20 | 2020–21 | 2021–22 | 2022–23 |  |
| 客量 （百萬人） | 6.28    | 7.68    | 7.97    | 9.49    | 10.74   | 8.46    | 6.12    | 6.34    | 10.39   |  |
| 參考資料        | [ 48 ]  | [ 49 ]  | [ 50 ]  | [ 51 ]  | [ 52 ]  | [ 53 ]  | [ 54 ]  | [ 55 ]  | [ 56 ]  |  |

1. ↑  黃金海岸輕鐵於2014年7月通車
2. ↑  海倫茲維爾延伸段於2017年12月通車
3. ↑  大英國協運動會於2018年4月舉行
4. ↑  由於COVID-19大流行，昆士蘭州政府於2020年3月實施限制出行
5. ↑  客量因應對COVID-19的限制出行措施而大幅下降
6. ↑  客量因應對COVID-19的限制出行措施而大幅下降

| 公車（46%） 輕鐵（35%） 火車（19%） |            |
| 公車                                | 14 000     |
| 輕鐵                                | 10 740 000 |
| 火車（即黃金海岸線）                | 5 800 000  |

## 外部連結
- 官方網站 （页面存档备份，存于）
- 维基共享资源上的相關多媒體資源：G:link